# Otgar (Eichstätt)
Otgar († 6. Juli 880?, auch Otkar) war Fürstbischof von Eichstätt von 847(?) bis 880(?).
Otgar stammte nach einer Einschätzung von Wilhelm Störmer aus dem bayerischen Adelsgeschlecht der Roninger. Die heutige Forschung geht davon aus, dass Otgar gleichzusetzen ist mit dem Abt des Klosters Niederaltaich, der dem späteren Würzburger Bischof Gozbald nachfolgte und von Ludwig dem Deutschen in dieser Funktion mehrere Schenkungen für das Kloster entgegennahm.
Im Auftrag Ludwigs des Deutschen bekämpfte er gemeinsam mit dem Markgrafen Ruodolt und seinem Sohn Ernst die Böhmen und vertrieb Herzog Wiztrach mit seinem Sohn aus deren Burg. Für seine Verdienste erhielt er vom König Besitzungen, die er mit dem Regensburger Bischof Embricho (auch Ambricho) in näher gelegene Gebiete bei Neuburg an der Donau und Egweil tauschen konnte.
868 nahm er an der Synode von Worms teil, die langwirkende kirchenrechtliche Beschlüsse fasste.
Otgar veranlasste die Umbettung der Gebeine der Äbtissin Walburga von der Stiftskirche in Heidenheim zum heutigen Kloster Sankt Walburg Eichstätt. Damit verbunden war auch ihre Heiligsprechung unter Papst Hadrian II. Die Gebeine des Bruders Wunibald wurden ebenfalls nach Eichstätt gebracht, jedoch wieder an das Kloster überführt.